# Oxycopis mcdonaldi
Oxycopis mcdonaldi es una especie de coleóptero de la familia Oedemeridae. Habita en Estados Unidos.